# Antiplanes
Antiplanes is een geslacht van weekdieren uit de klasse van de Gastropoda (slakken).

## Soorten
- Antiplanes abarbarea Dall, 1919
- Antiplanes abyssalis Kantor & Sysoev, 1991
- Antiplanes antigone (Dall, 1919)
- Antiplanes briseis Dall, 1919
- Antiplanes bulimoides Dall, 1919
- Antiplanes catalinae (Raymond, 1904)
- Antiplanes delicatus Okutani & Iwahori, 1992
- Antiplanes dendritoplicata Kantor & Sysoev, 1991
- Antiplanes diomedea Bartsch, 1944
- Antiplanes habei Kantor & Sysoev, 1991
- Antiplanes isaotakii (Habe, 1958)
- Antiplanes kurilensis Kantor & Sysoev, 1991
- Antiplanes litus Dall, 1919
- Antiplanes motojimai (Habe, 1958)
- Antiplanes obesus Ozaki, 1958
- Antiplanes obliquiplicata Kantor & Sysoev, 1991
- Antiplanes profundicola Bartsch, 1944
- Antiplanes sanctiioannis (E. A. Smith, 1875)
- Antiplanes spirinae Kantor & Sysoev, 1991
- Antiplanes thalaea (Dall, 1902)
- Antiplanes vinosa (Dall, 1874)
- Antiplanes voyi (Gabb, 1866) †
- Antiplanes yukiae (Shikama, 1962)